# Legacy: De líder a leyenda Tour (EP)
Legacy: De líder a leyenda tour (o acortado a Legacy) es un EP del cantante puertorriqueño Yandel, publicado el 25 de agosto de 2014 a través de la compañía discográfica Sony Music Latin, exclusivamente lanzado en formato digital.

## Información del álbum
El álbum fue lanzado para ayudar a promover De Líder a Leyenda Tour. Se compone de cinco canciones, los fanáticos podían elegir su canción favorita del EP a través de su página web, y la canción ganadora será parte del setlist de la gira, en especial para el 4 de octubre en el Coliseo de Puerto Rico José Miguel Agrelot en San Juan.
Dos canciones fueron estrenadas durante el lanzamiento del álbum, «Trepando Paredes» y la versión remix de «Plakito», con el cantante puertorriqueño Farruko y Gadiel (originalmente incluido en la versión del álbum), y en ambas canciones se escucha el eslogan Legacy mencionado por Yandel al principio de las canciones. Ninguna fue incluida en este EP, pero sí fueron más tarde incluidas en la versión Deluxe de su álbum en vivo de 2015 Legacy: De líder a leyenda tour, un adelanto de Legacy, lanzado el 3 de febrero de 2015.

## Lista de canciones
| N.º   | Título                                     | Productor(es)           | Duración |  |
| 1.    | «Jaque Mate»                               | Earcandy, Robin Méndez  | 3:35     |  |
| 2.    | «Mi nena»                                  | Nesty                   | 3:40     |  |
| 3.    | «Me enamoré»                               | Haze                    | 3:11     |  |
| 4.    | «Olé»                                      | MadMusick, Robin Méndez | 4:07     |  |
| 5.    | «Duro hasta abajo» (con El General Gadiel) | Tainy                   | 2:57     |  |
| 17:30 |                                            |                         |          |  |

| Remezclas |                                              |                        |          |  |
| N.º       | Título                                       | Productor(es)          | Duración |  |
| 1.        | «Jaque Mate (Remix)» (con Omega “El Fuerte”) | Earcandy, Robin Méndez | 3:35     |  |

## Posicionamiento en listas
| Listas (2014)                        | Mejor posición |
| ------------------------------------ | -------------- |
| Estados Unidos (Latin Rhythm Albums) | 1              |
| Estados Unidos (Top Latin Albums)    | 14             |